# Olifantsrivier (Limpopo)
De Olifantsrivier, Lepelle of Obalule is een rivier noordoostelijk van Pretoria, Zuid-Afrika, die uitmondt in de Limpoporivier in Mozambique. De rivier ontspringt tussen Breyten en Bethal (provincie Mpumalanga). Er zijn nog twee rivieren in Zuid-Afrika die Olifantsrivier genoemd worden.

## Dammen

### Zuid-Afrika
- Witbankdam
- Rhenosterkopdam, in de Elandsrivier
- Rust de Winterdam
- Blyderivierspoortdam
- Loskopdam
- Middelburgdam in de Klein Olifantsrivier
- Ohrigstaddam
- Arabiedam
- Phalaborwa Barrage

### Mozambique
- Massingirdam[4]